# Universität Oran
Die Universität Oran (französisch Université d’Oran; arabisch جامعة وهران, DMG Ǧāmiʿat Wahrān) ist eine in Es Sénia im Westen Algeriens in der Provinz Oran gelegene Universität südlich der Stadt Oran am Mittelmeer. Sie wurde im November 1961 als National School of Medicine and Pharmacy gegründet und an die Universität von Algier angeschlossen. Am 13. April 1965 bekam sie einen eigenen Campus und am 20. Dezember 1967 wurde sie eine unabhängige Hochschuleinrichtung. Von den nach der Unabhängigkeit Algeriens gegründeten Universitäten im Lande war sie die erste. Vor allem Forschung spielt eine große Rolle. Die Universität besitzt über 60 Forschungslaboratorien, an denen um die 800 Forschende beteiligt sind. Ihr Rektor (Juni 2024) ist Ahmed Chaalal.
Es ist eine der wichtigsten und größten Universitäten in Algerien, an der jedes Jahr Tausende Studenten aus ganz Algerien, aus dem arabischen Raum und aus dem Ausland ihr Studium absolvieren, und die zur wissenschaftlichen und pädagogischen Betreuung vieler Universitäten und Universitätszentren in Westalgerien beiträgt. Die Universität ist multidisziplinär, beinhaltet fünf Fakultäten und bietet Ausbildung und Forschung in vielen Bereichen an: Naturwissenschaft, Technologie, Gesundheit, Sozial- und Geisteswissenschaften, Wirtschaft, Management, Recht, Literatur, Sprachen und Kunst. Ihre Bibliothek umfasst 200.000 Bände. In ihrer Nähe befindet sich der Flughafen Oran Es Sénia.  
Zu den Persönlichkeiten die an der Universität Oran studiert haben, gehören Nouria Benghabrit-Remaoun und Nora Berra.